# Бомбона
Бомбона (фр. bonbon, bon — „нешто добро”) је тврди слаткиш направљен од шећера са додатком боја и арома. Долази од француске речи бон што означава нешто добро. Бомбона је тврда да би дуже трајала јер се конзумира тако што се отапа у устима и тешко може да се прегризе.
Занатлија који прави бомбоне се зове бомбонџија. Некада су се продавале из велике стаклене посуде на грам а данас се углавном производе фабрички и продају упаковане у кесице од 100 грама. У Београду (2008. год) још увек има занатлија бомбонџија.
Физички, слаткише карактерише употреба значајне количине шећера или замена за шећер. За разлику од торте или векне хлеба који би се делили међу многима, бомбоне се обично праве у мањим комадима. Међутим, дефиниција слаткиша такође зависи од тога како људи третирају храну. За разлику од слатких пецива које се служе за десерт на крају оброка, слаткиши се обично једу опуштено, често прстима, као ужина између оброка. Свака култура има своје идеје о томе шта је слаткиш, а не десерт. Иста храна може бити слаткиш у једној култури, а десерт у другој.

## Историја
Реч candy („бомбона”) ушла је у енглески језик од старофранцуског çucre candi („шећерна бомбона”). Француски израз вероватно има раније корене у арапском qandi, персијском qand и санскритском khanda, што су све речи које означавају шећер.
Шећерна трска је аутохтона у тропској јужној и југоисточној Азији. Комади шећера су се производили кувањем сока од шећерне трске у старој Индији и конзумирали као канда. Између 6. и 4. века п. н. е, Персијанци, а затим Грци, открили су људе у Индији и њихову „трску која производи мед без пчела”. Они су усвојили, а затим проширили пољопривреду шећера и шећерне трске.
Пре него што је шећер био доступан, слаткиши су били засновани на меду. Мед је коришћен у старој Кини, на Блиском истоку, у Египту, Грчкој и Римском царству за премазивање воћа и цвећа да би се сачували или за прављење облика слаткиша. Слаткиши се и данас сервирају у овом облику, мада се сада чешће посматрају као врста украса.
Пре Индустријске револуције, слаткиши су се често сматрали обликом лека, који су се користили или за смиривање дигестивног система или за хлађење упаљеног грла. У средњем веку слаткиши су се у почетку појавили на столовима само најбогатијих. У то време почели су као комбинација зачина и шећера који су се користили као помоћ при варењу. Домаћини банкета обично су служили ове врсте 'бомбона' на банкетима за своје госте. Једна од ових бомбона, који се понекад назива и коморни зачин, правио се од каранфилића, ђумбира, аниса, бобица клеке, бадема и борових коштица умочених у растопљени шећер.
Средњоенглеска реч candy почела је да се користи крајем 13. века.
Први слаткиши су донети у Америку почетком 18. века из Британије и Француске. Само мали број раних колониста је било вешто у раду са шећером, и слатке посластице су углавном уживали само веома богати. Чак и најједноставнији облик слаткиша – камена бомбона, направљена од кристализованог шећера – сматрана је луксузом.

### Индустријска револуција
Пословање са слаткишима претрпело је драстичну промену током 1830-их када су технолошки напредак и доступност шећера отворили тржиште. Ново тржиште није било само за уживање богатих већ и за задовољство радничке класе. Постојало је и све веће тржиште за децу. Док су неки фини посластичари остали, продавница слаткиша постала је главна ствар деце америчке радничке класе. Пени бомбони оличили су ову трансформацију слаткиша. Пени бомбони су постали прво материјално добро на које су деца трошила свој новац. Из тог разлога, власници продавница слаткиша су се готово у потпуности ослањали на посао деце да би се одржали. Чак и пени бомбони су директно потицали од лековитих пастила које су држале горак лек у тврдом шећерном омоту.
Године 1847, проналазак пресе за слаткише (такође познате под изненађујућим именом машина за играчке) омогућио је производњу више облика и величина бомбона одједном. Године 1851, посластичари су почели да користе ротирајући парни тигањ да помогну у кључању шећера. Ова трансформација је значила да произвођач слаткиша више није био у обавези да непрестано меша кипући шећер. Топлота са површине тигања је такође била много равномерније распоређена и смањила је вероватноћу да ће шећер изгорети. Ове иновације су омогућиле да само једна или две особе успешно воде посао са слаткишима.
Како је пут од произвођача до тржишта постајао све компликованији, многе намирнице су биле погођене фалсификовањем и додавањем адитива који су се кретали од релативно безопасних састојака, попут јефтиног кукурузног скроба и кукурузног сирупа, до отровних. Неки произвођачи су производили јарке боје у слаткишима додавањем опасних материја за које није било законске регулативе: зелене (хром(III) оксид и бакар ацетат), црвене (олово(II,IV) оксид и живин сулфид), жуте (олово хромат) и бело (креда, арсеник триоксид).
У карикатури на насловној страни за Пака из 1885. Џозеф Кеплер је сатирирао опасности адитива у слаткишима приказујући „заједничко пријатељство” између пругастих бомбона, лекара и гробара. До 1906. истраживање опасности од адитива, разоткривања акција прехрамбене индустрије и притиска јавности довели су до усвајања Закона о чистој храни и лековима, првог савезног закона Сједињених Држава који је регулисао храну и лекове, укључујући слаткише.

## Израда
Сируп од мешавине шећера и воде (млека итд) се кува до одређене концентрације, или док се почне карамелизовати. Зависно о састојцима и дужини врења, добијају се различите врсте бомбона.
Пре него што су термометри постали широко доступни, концентрација шећера у раствору одређивала се једноставном методом: кашичица смеше се спушта у хладну воду и на основу њених својстава одређује се фаза раствора:
| Температура | Концентрација шећера | Опис |
| ----------- | -------------------- | --- |
| 110-111 °C  | 80%                  | шећер је у облику текућих нити                                                                                        |
| 112-115 °C  | 85%                  | меке куглице, које се након неколико тренутака спљоште као палачинке; користи се као кремасто пуњење бомбона (фондан) |
| 118-120 °C  | 87%                  | чврсте куглице које се не спљоште кад се изваде из воде, али се угибају под прстима; до ове фазе се кувају карамеле   |
| 121-130 °C  | 92%                  | тврде куглице којима се још увек може мењати облик; до ове фазе се кувају гумене бомбоне, халва                       |
| 132-143 °C  | 95%                  | нити које су мало савитљиве при вађењу из воде, а при јачем савијању ће се сломити                                    |
| 146-154 °C  | 99%                  | нити које су крте и ломе се при савијању; до ове фазе се кувају тврде бомбоне, лизалице, toffee                       |
| 160 °C      | 100%                 | бистра течност — сва вода је испарила, остао је шећер, који је текући и има светло јантарну боју                      |
| 170 °C      | 100%                 | смеђа течност — текући шећер постаје смеђ због карамелизирања                                                         |
| 177 °C      | 100%                 | загорели шећер — шећер почиње загарати и добија горак укус                                                            |